# 海伦·凯勒 (纪录片)
《海伦·凯勒》（英語：Helen Keller in Her Story）是一部讲述海伦·凯勒生平的美国纪录片，1954年发行，1955年获得奥斯卡最佳纪录片奖。
它由海伦·凯勒本人主演，使用许多之前拍摄的新闻短片和照片。电影由南希·汉密尔顿制作并导演，由凯瑟琳·康奈尔旁白，主要在匹兹堡拍摄。